# Девлет-Кильдеев, Николай Александрович
Николай Александрович Девлет-Кильдеев (род. 11 февраля 1962, Пенза, РСФСР) — советский и российский гитарист и автор песен, наиболее известный как участник рок-группы «Моральный Кодекс».

## Биография
В разные периоды был участником ВИА «Красные маки», группы «Скандал», с 1989 года входит в состав группы «Моральный Кодекс», являясь музыкальным руководителем и автором большинства композиций данного коллектива. Выпустил также три сольных альбома гитарной музыки.
Вместе с басистом Александром Соличем и барабанщиком Игорем Джавад-заде создал экспериментальное трио «КДС». Также является лидером проекта Stratosfera, играющего инструментальную музыку в жанре сёрф-рок.
В июле 2018 года приостановил музыкальную деятельность по причине попадания в больницу с инфарктом миокарда. 
Лечение и восстановление прошло удачно. Врачи оказали необходимую помощь, провели операцию и артист возобновил свою деятельность через несколько месяцев.

## Дискография

### в составе группыМоральный Кодекс
- 1991 — Сотрясение мозга
- 1996 — Гибкий стан
- 1997 — Я выбираю тебя
- 2001 — Хорошие новости
- 2003 — The Best
- 2007 — Славянские танцы
- 2008 — Где ты?
- 2014 — Зима

### Сольные проекты
- 1994 — Killday Lastday
- 1995 — Killday 22
- 2001 — Killday Geography
- 2010 — Штормовое предупреждение (проект Stratosfera)
- 2013 — Танцы (проект Stratosfera)

## Участие в записи альбомов других исполнителей
1996 — участвовал (гитара) в записи альбома Алексея Ермолина «Один в поле».

1996 — участвовал (гитара) в записи альбома «Влад-21» Влада Сташевского.

1997 — участвовал (гитара) в записи альбома «Фонарь под глазом» группы «Сплин». 

1997 — участвовал (гитара) в записи альбома «Ненародные сказки» «Группы 77».

1997 — участвовал (гитара) в записи альбома «Твои письма» группы «Иванушки International».

1998 — участвовал (гитара) в записи альбома «Когда вырастут крылья» Александра Иванова.

1999 — участвовал (гитара) в записи альбома «Об этом я буду кричать всю ночь» группы «Иванушки International». 

2000 — участвовал (гитара) в записи сборника песен для радио «Зн@менатель» группы «Сплин». 

2001 — участвовал (гитара) в записи альбома «Глаза цвета неба» певицы Валерии.

2002 — участвовал (гитара) в записи альбома «VeroЯтно» проекта «MaLo».

2002 — участвовал (гитара) в записи альбома «Олег Андрей Кирилл» группы «Иванушки International». 

2005 — участвовал (балалайка) в записи альбома «Девушки фабричные» группы «Фабрика». 

2005 — участвовал (гитара) в записи альбома «Рассея» группы «Любэ»

2011-2012 — участвовал (гитара) в записи альбома «Estrada» исполнителя «Grisha Urgant (Иван Ургант)»